# Polyspora axillaris
Polyspora axillaris är en tvåhjärtbladig växtart som först beskrevs av Roxburgh, och fick sitt nu gällande namn av Robert Sweet. Polyspora axillaris ingår i släktet Polyspora och familjen Theaceae. Utöver nominatformen finns också underarten P. a. nantoensis.

## Bildgalleri

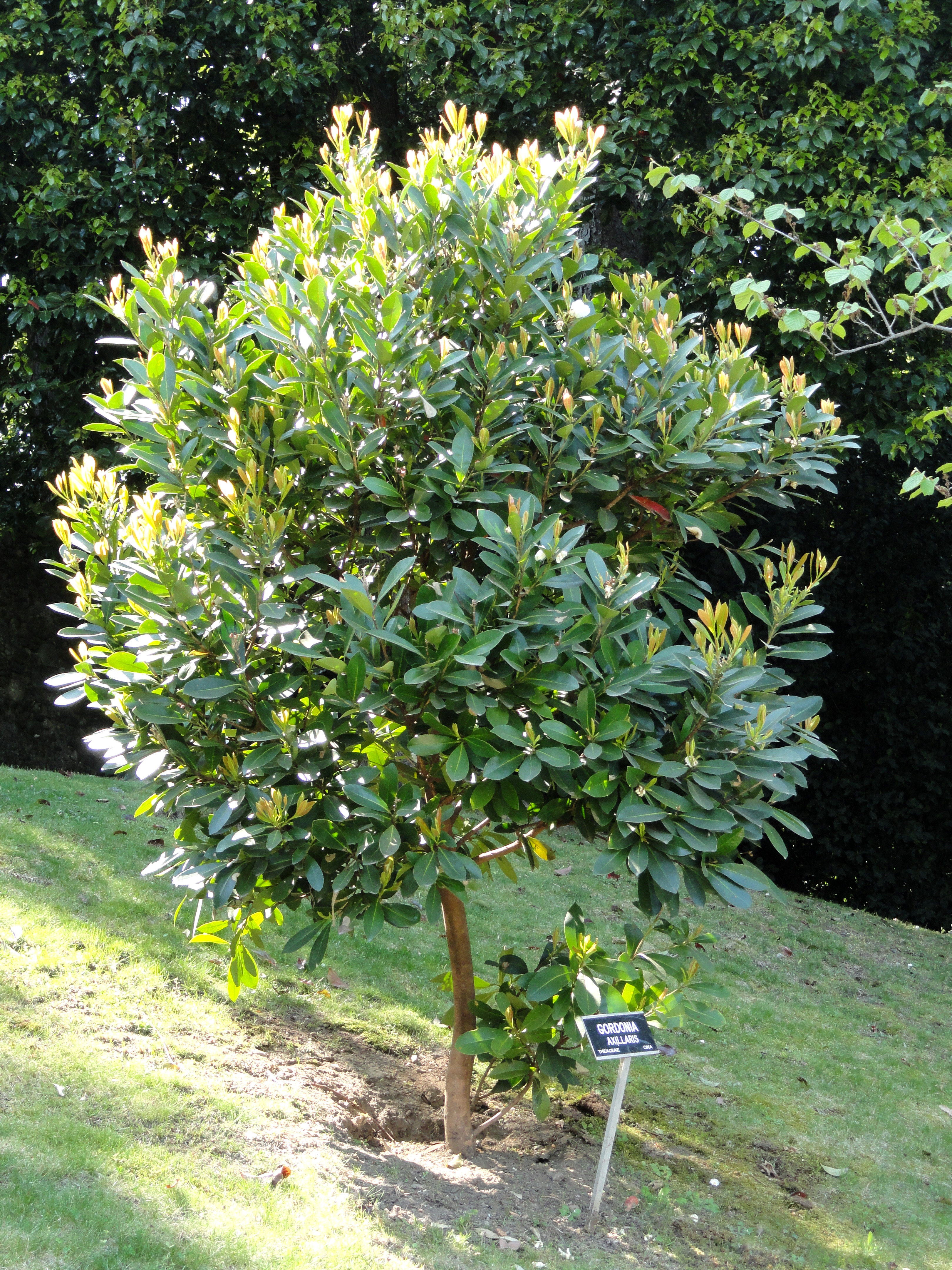